# Hylaeus armeniacus
Hylaeus armeniacus là một loài Hymenoptera trong họ Colletidae. Loài này được Warncke mô tả khoa học năm 1981.